# Macrocerca shelfordi
Macrocerca shelfordi är en kackerlacksart som beskrevs av Karlis Princis 1965. Macrocerca shelfordi ingår i släktet Macrocerca och familjen storkackerlackor. Inga underarter finns listade i Catalogue of Life.